# اووه شوونکر
اووه شوونکر (آلمانی: Uwe Schwenker؛ زادهٔ ۲۴ مارس ۱۹۵۹) بازیکن هندبال اهل آلمان است.
وی در مسابقات کشوری و بین‌المللی در مجموع برندهٔ ۱ مدال نقره شده‌است.